# Katschkariwka (Beryslaw)

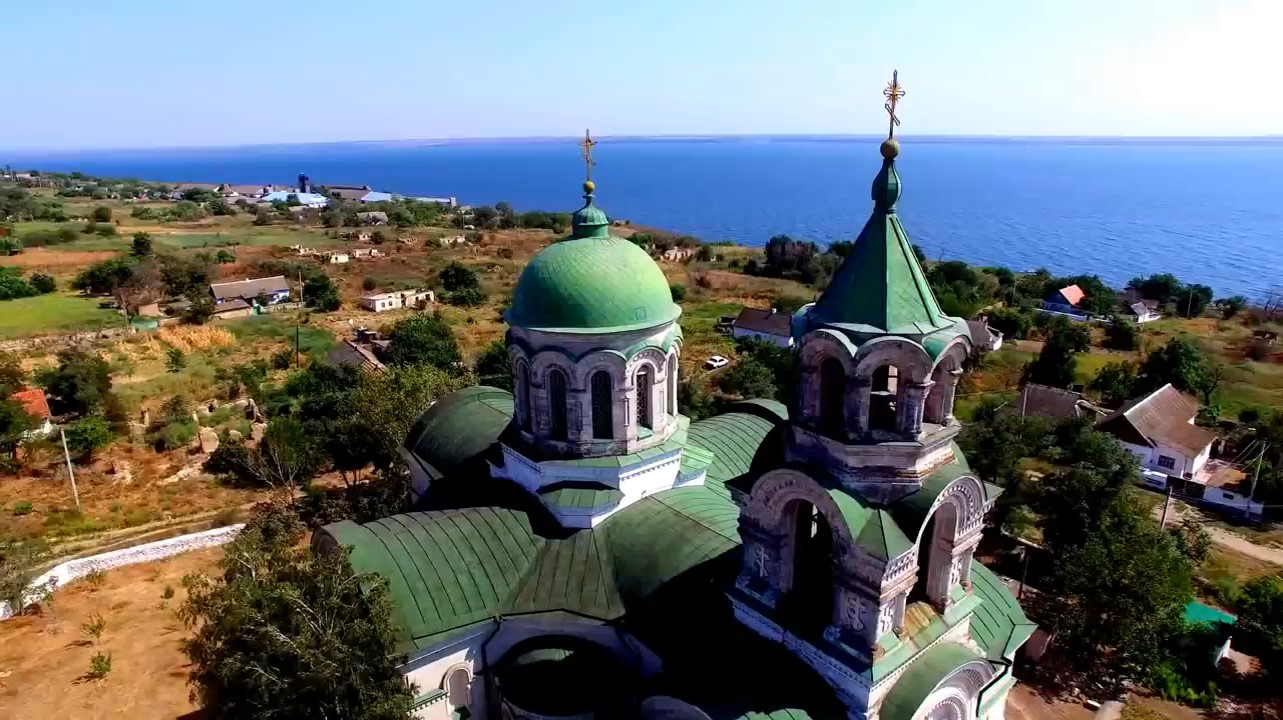
Katschkariwka (2024)

Katschkariwka (ukrainisch Качкарівка; russisch Качкаровка Katschkarowka) ist ein Dorf im Norden der ukrainischen Oblast Cherson mit etwa 0 Einwohnern (2024).
Katschkariwka wurde 1794 gegründet und liegt am rechten Ufer des zum Kachowkaer Stausee angestauten Dnepr. Das Rajonzentrum Beryslaw befindet sich 46 km südwestlich und das Oblastzentrum Cherson 120 km südwestlich der Ortschaft. Westlich der Ortschaft verläuft die Territorialstraße T–07–03
Am 13. August 2018 wurde das Dorf ein Teil der Landgemeinde Mylowe; bis dahin bildete es zusammen mit dem Dorf Sablukiwka (Саблуківка) die Landratsgemeinde Katschkariwka (Качкарівська сільська рада/Katschkariwska silska rada) im Nordosten des Rajons Beryslaw.